# Ceratocapsus clavicornis
Ceratocapsus clavicornis är en insektsart som beskrevs av Knight 1925. Ceratocapsus clavicornis ingår i släktet Ceratocapsus och familjen ängsskinnbaggar. Inga underarter finns listade i Catalogue of Life.